# Sebastián Escobar
Pour les articles homonymes, voir Escobar.
Sebastián Escobar (né le 30 juillet 1831 à Tapachula - mort le 29 septembre 1893 ) est un des militaires héros de la bataille du 1er avril 1865, contre les impérialistes. Il fut ensuite gouverneur du Chiapas, de 1877 à 1879.